# لو پاس (اورگن)
لو پاس (به انگلیسی: Low Pass) یک منطقهٔ مسکونی در ایالات متحده آمریکا است که در شهرستان لین، اورگن واقع شده‌است.